# World Cup 98
Ej att förväxlas med: FIFA: Road to World Cup 98 (EA Sports) eller Jikkyo World Soccer: World Cup France '98 (Konami).
World Cup '98 var det första officiella spelet för världsmästerskapet i fotboll för herrar att utvecklas av EA Sports, efter att ha skaffat rättigheterna från FIFA 1997. Till skillnad från tidigare VM-fotbollsspel, vilka var i 2D och visades ur fågelperspektiv, var World Cup 98 det första sådana spel att använda en 3D-spelmotor, och använder DirectX för PC-versionen. Exakta landslagsställ kits (förutom målvakterna, som använder ett allmänt ställ) introducerades, komplett med matchställstillverkarnas logotyper och officiell merchandise. Spelmotorn är baserad på FIFA: Road to World Cup 98, men innehåller också mindre gameplay-utveckling som ändring av spelstrategi och spelarnas position. Spelbara lag i vänskapsmatcherna är också lag som inte kvalade in till finalerna. World Cup 98 släpptes till Microsoft Windows, PlayStation, Nintendo 64 och Game Boy Color.

## Spellägen
Det viktigaste inslaget i spelet är själva VM-turneringen, där spelaren antingen använder de riktiga grupperna, eller grupper bestående av slumpmässigt urval. Varje match spelas på den plats den spelades i den verkliga turneringen. Precis som i den riktiga turneringen, går gruppspelsmatcher inte till förlängning eller straffsparksläggning, vilket  oavgjorda matcher i utslagsfasen gör.
Spelet släpptes före turneringen, och resultat mellan datorstyrda lag är inte baserade på den riktiga turneringen. Vid slutet av varje match, visar en bildtext den som utsetts till matchens bästa spelare, och om de hållit nollan. Vid slutet av turneringen visas vinnaren av guldskon för mest gjorda mål under turneringen, och vinnaren av FIFA Fair Play Award, två priser som också finns i den riktiga turneringen.
Man kan också spela vänskapsmatcher mellan lagen som finns I spelet. Vid slutet av en oavgjord match kan man välja att avsluta matchen som oavgjort, spela förlängning med golden goal-regeln, eller köra straffar.
Precis som i FIFA 98, kan landslagsuppställningarna anpassas efter den riktiga turneringens spelare genom att kalla in server i valet. 
"World Cup Classics" låter spelaren spela åtta klassiska VM-finaler från Italien mot Västtyskland 1982, Västtyskland mot Nederländerna 1974, Brasilien mot Italien 1970, England mot Västtyskland 1966, Västtyskland mot Ungern 1954, Uruguay mot Brasilien 1950, Italien mot Ungern 1938, och Uruguay mot Argentina 1930. 1982 års match låses upp genom att vinna VM-turneringen, och genom att klara varje olåst match, öppnas en annan i ovan nämnda ordning. "World Cup Classics" innehåller dåtidens lagställ, hår, och namn, och kommentarerna gjordes av Kenneth Wolstenholme, BBC:s kommentator under VM 1966 och 1970. För finalerna 1966, 1954 och 1950 är grafiken svartvitt, som de visades i TV då. Matcherna 1938 och 1930 visas i sepiatoning. I matcher som spelas före avbytare infördes, kan man inte byta spelare under match.

## Lag
Spelet innehåller alla lag som kvalificerade sig för VM 1998:
- Brasilien
- Argentina
- Paraguay
- Colombia
- Chile
- Mexiko
- USA
- Jamaica
- Japan
- Sydkorea
- Saudiarabien
- Iran
- Tunisien
- Marocko
- Sydafrika
- Nigeria
- Kamerun
- Danmark
- Kroatien
- Norge
- Italien
- Frankrike
- Belgien
- Nederländerna
- Österrike
- Spanien
- England
- Skottland
- Bulgarien
- Jugoslavien
- Rumänien
- Tyskland

Man kan också välja åtta andra lag, som i verkligheten inte gick vidare:
- Kanada
- Portugal
- Irland
- Sverige
- Ryssland
- Grekland
- Kina
- Australien